# Cararic (roi des Suèves)
Pour l’article homonyme, voir Cararic (roi des Francs).
Cararic est roi des Suèves en 550 ; il succède à un certain Théodemond et il meurt en 558.

## Biographie
Il abjure l'arianisme lorsque son fils est guéri d'une maladie par l'intercession de saint Martin de Tours.